# Parteniusz (Trizłowski)
Parteniusz, imię świeckie Paweł Wasiłew Trizłowski, znany również jako Parteniusz Zografski lub Niszawski (ur. 1818 w Galiczniku, zm. 7 lutego 1876 w Konstantynopolu) – biskup Patriarchatu Konstantynopolitańskiego, następnie Egzarchatu Bułgarskiego, pochodzący z Macedonii. Działacz oświatowy, folklorysta, poliglota, działacz oświatowy uważany w Macedonii Północnej za Macedończyka i jednego z twórców współczesnego języka macedońskiego, w Bułgarii zaś za Bułgara i przedstawiciela bułgarskiego odrodzenia narodowego. Sam Parteniusz w swoich pracach dawał wyraz przekonaniu o tym, że jego ojczysta mowa macedońska jest jednym z dwóch wariantów wspólnego języka, obok dialektu, jakim posługiwano się w Bułgarii i w Tracji, chociaż podkreślał i analizował różnice między tymi wariantami, zestawiając je z gramatyką cerkiewnosłowiańską.

## Życiorys
Ukończył szkołę przy Bigorskim Monasterze św. Jana Chrzciciela. Następnie uczył się u Dimityra Miładinowa, w Prizrenie, Salonikach i Konstantynopolu. W 1837 r. razem z ojcem pielgrzymował do Jerozolimy. W latach 1839–1842 był słuchaczem seminarium duchownego w Atenach. W 1842 r. został postrzyżony na mnicha w monasterze Zografu, przyjmując imię zakonne Parteniusz. Był jednym z bułgarskich i macedońskich mnichów z klasztoru Zografu, którzy uzyskali możliwość kontynuowania nauki w Rosji. Kształcił się w seminarium duchownym w Odessie, następnie w seminariach w Kiszyniowie i Kijowie (tam szkołę ukończył), natomiast w latach 1846–1850 był studentem Moskiewskiej Akademii Duchownej. Pewien czas spędził również w monasterze Căpriana w Besarabii. W toku nauki biegle opanował języki grecki, hebrajski, łaciński, rosyjski i francuski. 
Po ukończeniu studiów wrócił do monasteru Zografu i nauczał w tamtejszej szkole teologicznej. Następnie otrzymał posadę wykładowcy języka cerkiewnosłowiańskiego w seminarium duchownym Patriarchatu Konstantynopolitańskiego na wyspie Chalki. W 1857 r. przybył do Konstantynopola, gdzie służył w cerkwi przy ambasadzie rosyjskiej oraz w parafii etnicznie bułgarskiej, której był też proboszczem. Współtworzył szkołę bułgarską w Konstantynopolu.
W 1859 r. otrzymał nominację na biskupa kukuskiego i poleniskiego (kilkiskiego i poleniskiego). Jego przyjazd do Kilkis (Kukusza) miał zapobiec próbie działania w mieście duchowieństwa unickiego (katolickiego obrządku bizantyjsko-bułgarskiego) i zapewnić pozostanie miejscowej ludności słowiańskiej w jurysdykcji Patriarchatu Konstantynopolitańskiego. Parteniusz, wyświęcony na biskupa 29 października 1859 r., został pierwszym hierarchą Patriarchatu Konstantynopolitańskiego pochodzenia macedońskiego. Chirotonię biskupią przyjął z rąk metropolity salonickiego Neofita w patriarszej katedrze św. Jerzego w Konstantynopolu.
W swojej eparchii Parteniusz do świątyń, do których uczęszczali wierni pochodzenia słowiańskiego, w miejsce koine wprowadził język cerkiewnosłowiański. Podjął również prace nad opracowaniem gramatyki miejscowego języka i tworzył szkoły słowiańskie. W 1859 r. wydał w Konstantynopolu Krótką gramatykę słowiańską, w której jako punkt odniesienia dla badań językowych przyjął język cerkiewnosłowiański. W swoich pracach analizował różnice między językiem Słowian macedońskich oraz językiem, jakim posługiwali się mieszkańcy Bułgarii i Tracji, uznając jednak, że były to warianty jednego wspólnego języka. W innej, wydanej rok wcześniej pracy Parteniusz nazywał język macedoński dolnobułgarskim, a sam region Macedonii określił mianem Starej Bułgarii.
W 1861 r. metropolita salonicki Neofit oskarżył Parteniusza o działanie na szkodę Patriarchatu Konstantynopolitańskiego. W 22-punktowym spisie zarzutów, jaki przedstawił kościelnemu Synodowi, znalazło się usuwanie języka greckiego ze świątyń i siłowe wprowadzanie cerkiewnosłowiańskiego. Ostatecznie w 1867 r. Parteniusz został usunięty z katedry. 
W 1869 r. objął katedrę niszawską i pirocką jako biskup Egzarchatu Bułgarskiego. Rezydował w Pirocie. Tam również działał na rzecz organizacji szkół słowiańskich. W 1874 r. z powodu złego stanu zdrowia odszedł w stan spoczynku i zamieszkał w Konstantynopolu. Według innego źródła został odwołany z katedry, gdyż niezadowolenie budziła jego postawa wobec serbskich wiernych żyjących w eparchii, których starał się bułgaryzować. W Konstantynopolu dwa lata później zmarł i został pochowany w sąsiedztwie bułgarskiej cerkwi św. Szczepana.
Parteniusz zajmował się nie tylko gramatyką bułgarską i macedońską, ale też gromadził dokumenty do historii Bułgarskiego Kościoła Prawosławnego, pisał na tematy kształcenia duchownych, opublikował dwie macedońskie pieśni ludowe, planował publikację ich zbioru. Wydał również opisy swoich podróży po Rosji, Besarabii, Turcji i Palestynie.